# Đại hội Thể thao châu Á 1982
Đại hội Thể thao châu Á 1982 (tiếng Hindi: नौवें एशियाई खेल), còn được gọi là Đại hội Thể thao châu Á lần thứ 9, Delhi 1982 (tiếng Hindi: दिल्ली 1982), được tổ chức từ ngày 19 tháng 11 đến ngày 4 tháng 12 năm 1982 tại Delhi, Ấn Độ. Tại kỳ đại hội này, 74 kỷ lục châu Á và kỷ lục của Đại hội Thể thao châu Á đã bị phá vỡ. Đây cũng là kỳ Asiad đầu tiên được tổ chức dưới sự bảo trợ của Hội đồng Olympic châu Á. Delhi đã trở thành thành phố thứ hai sau Bangkok đăng cai nhiều kỳ Asiad tính đến thời điểm đó. Về sau, Jakarta và Doha cũng gia nhập nhóm này.
Tổng cộng có 3.411 vận động viên đến từ 33 Ủy ban Olympic Quốc gia (NOC) tham gia tranh tài tại kỳ đại hội, thi đấu ở 196 nội dung thuộc 21 môn thể thao và 23 phân môn. Số lượng quốc gia tham dự là con số cao nhất trong lịch sử Asiad tính đến lúc bấy giờ. Các môn bóng ném, đua ngựa, chèo thuyền và golf lần đầu tiên được đưa vào thi đấu; trong khi đó, đấu kiếm và bowling bị loại khỏi chương trình.

## Điểm nổi bật
Đại hội Thể thao châu Á lần này đánh dấu sự khởi đầu cho sự thống trị của Trung Quốc trên bảng tổng sắp huy chương. Trong các kỳ đại hội trước, Nhật Bản là quốc gia giành được nhiều huy chương nhất. Tuy nhiên, Trung Quốc đã khẳng định vị thế của mình trong làng thể thao bằng cách soán ngôi Nhật Bản, trở thành quốc gia dẫn đầu về số huy chương. Để chuẩn bị cho Đại hội Thể thao châu Á lần thứ 9, Ấn Độ đã đẩy mạnh việc triển khai truyền hình màu vì các sự kiện sẽ được phát sóng bằng màu.
Biểu tượng của đại hội là hình ảnh Mishra Yantra, một trong bốn dụng cụ thiên văn đặc trưng tại đài thiên văn Jantar Mantar ở New Delhi. Linh vật của đại hội là Appu – một chú voi con, lấy cảm hứng từ chú voi thật có tên Kuttinarayanan, qua đời vào ngày 14 tháng 5 năm 2005.
Nước chủ nhà của kỳ đại hội tiếp theo (lần thứ 10, năm 1986) và Thế vận hội Mùa hè lần thứ 24 (năm 1988) là Seoul, Hàn Quốc cũng tham gia Đại hội Thể thao châu Á tại Delhi với phái đoàn gồm 406 người, trong đó có một nhóm quan sát nhằm nghiên cứu cơ sở vật chất, cách tổ chức và quản lý sự kiện. Đài truyền hình Doordarshan của Ấn Độ bắt đầu phát sóng truyền hình màu đặc biệt phục vụ cho Đại hội Thể thao châu Á 1982.
Lễ khai mạc được Tổng thống Zail Singh tuyên bố chính thức bắt đầu, và vận động viên P.T. Usha là người tuyên thệ thay mặt các vận động viên. Sân vận động chính của kỳ đại hội là Sân vận động Jawaharlal Nehru.

## Các quốc gia tham dự
| - Afghanistan - Bahrain - Bangladesh - Miến Điện - Trung Quốc - Hồng Kông - Ấn Độ - Indonesia - Iran - Iraq - Nhật Bản | - Kuwait - Lào - Liban - Malaysia - Maldives - Mông Cổ - Nepal - CHDCND Triều Tiên - Bắc Yemen - Oman - Pakistan | - Philippines - Qatar - Ả Rập Xê Út - Singapore - Hàn Quốc - Nam Yemen - Sri Lanka - Syria - Thái Lan - UAE - Việt Nam |

## Môn thi đấu
| - Bắn cung (4) () - Điền kinh (40) () - Cầu lông (7) () - Bóng rổ (2) () - Quyền anh (12) () - Đua xe đạp (7) () - Nhảy cầu (4) () - Đua ngựa (4) () - Khúc côn cầu (2) () - Bóng đá (1) () - Golf (2) () - Thể dục dụng cụ (14) () | - Bóng ném (1) () - Chèo thuyền (4) () - Sailing (4) () - Bắn súng (22) () - Bơi lội (29) () - Bóng bàn (7) () - Quần vợt (7) () - Bóng chuyền (2) () - Bóng nước (1) () - Cử tạ (10) () - Đấu vật (10) () |

## Bảng tổng sắp huy chương
| Hạng                | Đoàn                    | Vàng | Bạc | Đồng | Tổng số |
| ------------------- | ----------------------- | ---- | --- | ---- | ------- |
| 1                   | Trung Quốc (CHN)        | 61   | 51  | 41   | 153     |
| 2                   | Nhật Bản (JPN)          | 57   | 52  | 44   | 153     |
| 3                   | Hàn Quốc (KOR)          | 28   | 28  | 37   | 93      |
| 4                   | CHDCND Triều Tiên (PRK) | 17   | 19  | 20   | 56      |
| 5                   | Ấn Độ (IND)             | 13   | 19  | 25   | 57      |
| 6                   | Indonesia (INA)         | 4    | 4   | 7    | 15      |
| 7                   | Iran (IRN)              | 4    | 4   | 4    | 12      |
| 8                   | Pakistan (PAK)          | 3    | 3   | 5    | 11      |
| 9                   | Mông Cổ (MGL)           | 3    | 3   | 1    | 7       |
| 10                  | Philippines (PHI)       | 2    | 3   | 9    | 14      |
| 11                  | Iraq (IRQ)              | 2    | 3   | 4    | 9       |
| 12                  | Thái Lan (THA)          | 1    | 5   | 4    | 10      |
| 13                  | Kuwait (KUW)            | 1    | 3   | 3    | 7       |
| 14                  | Syria (SYR)             | 1    | 1   | 1    | 3       |
| 15                  | Malaysia (MAL)          | 1    | 0   | 3    | 4       |
| 16                  | Singapore (SIN)         | 1    | 0   | 2    | 3       |
| 17                  | Afghanistan (AFG)       | 0    | 1   | 0    | 1       |
| 17                  | Liban (LIB)             | 0    | 1   | 0    | 1       |
| 19                  | Bahrain (BRN)           | 0    | 0   | 1    | 1       |
| 19                  | Hồng Kông (HKG)         | 0    | 0   | 1    | 1       |
| 19                  | Qatar (QAT)             | 0    | 0   | 1    | 1       |
| 19                  | Việt Nam (VIE)          | 0    | 0   | 1    | 1       |
| 19                  | Ả Rập Xê Út (SAU)       | 0    | 0   | 1    | 1       |
| Tổng số (23 đơn vị) | Tổng số (23 đơn vị)     | 199  | 200 | 215  | 614     |